# Palosaari (ö i Finland, Norra Karelen, Joensuu, lat 62,65, long 28,81)
Palosaari är en ö i Finland. Den ligger i sjön Juojärvi och i kommunen Outokumpu i den ekonomiska regionen  Joensuu ekonomiska region  och landskapet Norra Karelen, i den sydöstra delen av landet, 300 km nordost om huvudstaden Helsingfors. Öns area är 0,2 hektar och dess största längd är 80 meter i sydöst-nordvästlig riktning.